# Glória do Goitá
Glória do Goitá este un oraș în Pernambuco (PE), Brazilia.